# 全国教育問題協議会
全国教育問題協議会（ぜんこくきょういくもんだいきょうぎかい）は、1977年に設立された日本の団体。略称は全教協。
日教組の違法な行動が日本の教育荒廃を招いたとして、「教育の正常化」や「美しい日本人の心を育てる教育」の推進を掲げ、全日本教職員連盟、日本教育再生機構、日本会議などの団体との連携活動をしている。機関紙「全教協ニュース」、機関誌「教育問題」を発刊している。
全日本教職員連盟と提携して台湾（中華民国）との修学旅行や教育研修を推進している。

## 沿革
- 1976年10月、東京青山会館において発起人会を開催[* 2]。
- 1977年3月10日、東京都千代田区全共連ビルにおいて結成大会を開催し、全国教育問題連絡協議会（全教連）が発足[* 2]。
- 1981年4月1日、文部大臣から社団法人の認可を受ける[* 2]。
- 1981年6月28日、全国教育問題協議会（全教協）に改称[* 2]。

## 主張

### 体罰を一部容認
- 全教協ニュース2019年1月号に、以下の記事が掲載された。
- 《日本の子どもをもっと逞（たくま）しく育てるため、躾けと体罰について教育現場で徹底的な議論を展開してほしいと痛感しています。

その1、県立高校で居眠りをしている女子生徒を起こすため額を突いた教師が、学校長に体罰と断定され、自主退学してしまった事件
その2、公立中学校教師の「体罰についての見解」で疑問に残った事件。
その1で問題なのは、女子生徒本人は了解しているのに父兄の声を恐れ、体罰とした学校長の姿勢は異常ではないか。
その2、廊下に立たせる程度の罰もできない教師の姿勢は異常。
先進国で躾（しつ）け用の「鞭（むち）」を置いてある教室をのぞいたことがある小生にとって、日本の子どもをもっと逞（たくま）しく育てるため、躾けと体罰について教育現場で徹底的な議論を展開してほしいと痛感しています。》（全教協会員の発言）
- - 《体罰の過剰反応、弱い子を育まないか》《文科省が「いじめの定義」を発表し、いじめられた側がいじめ（精神的苦痛）と感じたら、それがいじめであると。これでは挨拶で肩も叩けない。》《体罰も絶対禁止！これも時と場合で判断すべきである。不良少年が殴られて目覚めることだってある。何十年かぶりに恩師に会い、あの時、殴ってくれてありがとうなどという会話はなくなってしまうのか。これらの政策が、逆に弱い子を育むことにならないか心配である。》（全教協副理事長の発言）[* 7]
- 全教協の公式サイトが「全国教育問題協議会の第38回教育研究大会に参加した一般参加者のご意見、ご感想を紹介します」として、「 対教師暴力が先日、NHKで放送されました。男性教師が生徒に授業中、胸ぐらをつかまれ罵倒されているのに教師はやられっぱなし。また、女性教師が金属バットで後頭部をたたかれ重傷を負ったケースなど、最低限の体罰指導は必要と思うが、どうとられたらよいか（千葉　O氏） 」という意見を紹介した[* 8]。
- 全教協の開催したイベントで過去に3回以上講演をしている全教協顧問の義家弘介も体罰を一部容認している[* 9][* 10][* 11]。義家は2007年、教育再生会議第一次報告において、体罰に関して、「現状では教師は毅然とした指導ができない。両手両足を縛って『戦ってください』と言うのは無責任だ」として、1948年の法務省（当時）による「生徒に対する体罰禁止」の通達の見直しを訴えた[2]。

### その他
- 教師は労働者ではない[* 12]。
- 憲法改正に賛成[* 13]。
- 学校教育に偏向したイデオロギーを注入しようとする活動の阻止[* 4]。
- 教科書検定・採択の正常化と副読本の検定制度の実現[* 4]。
- ジェンダーフリー運動の阻止[* 4]。全教協は「ジェンダーフリーは男女共同参画の敵」と主張している[* 14]。全教協の開催したイベントで過去に3回以上講演をしている自民党の義家弘介[* 9][* 10][* 11]は、ジェンダーフリー教育に反対し[3]、「男子による女子のいじめが起きる背景のひとつには、近年進められたジェンダーフリー教育が考えられる。」などと述べている[4]。
- 青少年健全育成基本法の制定[* 4]。
- 有害情報を規制する法律の制定[* 4]。
- 超党派の議員立法として準備が進められている「こども基本法」について、子供の権利擁護の監視機関がどのようなものになるかという点が重要であり、教育基本法を否定する「こども基本法」になる危険性があるとしてその審議を慎重に行うよう自民党に対し要請している[* 15]。
- 選択的夫婦別姓に反対[* 16]。「選択的夫婦別姓を推進する背景には女子差別条約の批准、男女共同参画基本法の制度、学校教育におけるジェンダーフリー運動の推進等特定なイデオロギーとの関連が極めて深い。」と主張[* 16]。
- LGBTQに対する否定的発言を繰り返している[* 17][* 18]。同性パートナーシップ宣誓制度や同性婚制度の導入に反対[* 18][* 19]。
- 子宮頸がん予防ワクチン助成は危険[* 20]。

## 自民党と統一教会との関係
- 自民党の故・森山眞弓、中曽根弘文、河村建夫、山谷えり子、有村治子、義家弘介、衛藤晟一、船田元、土屋正忠、故宮川典子、上野通子[* 20]、山田宏[* 21][5]、石橋林太郎などが全教協の顧問を務めていた[* 22][6]。
- 全教協が開催したイベントで、安倍晋三[* 23]、山谷えり子[* 20][* 24][* 25]、義家弘介[* 20][* 26]、萩生田光一[* 24]、有村治子[* 21]、岡田直樹[* 27]、衛藤晟一[* 27]、船田元[* 28]、土屋正忠[* 28]、丹羽秀樹[* 26]、宮川典子[* 25][* 26]、上野通子[* 20]、山田宏[* 21][5]など、多数の自民党議員が講演をしている。
- 全教協の役員会や総会に、山谷えり子、小渕優子、義家弘介、有村治子、上野通子、石橋林太郎など、多数の自民党議員が参加している[* 17]。
- 2019年9月6日、東京永田町の自由民主会館で開かれた全教協の役員会と研修会で、岸田文雄は「昭和52年からの全教協の歴史を振り返ると、美しい日本人の心を大切にする教育の改革を推進し、大変なお力であったと思う」とあいさつした[* 29]。この役員会には、全教協の顧問の杉原誠四郎も参加した[* 29]。
- 全国教育問題協議会（全教協）の機関誌『教育問題』（16号・2020年9月刊行）に、岸田文雄、下村博文、船田元、義家弘介、赤池誠章、有村治子、上野通子、中曽根弘文、山谷えり子が寄稿した[* 30]。
- 2021年11月30日、全教協の役員らは、岸田文雄、末松信介、高市早苗、山谷えり子、有村治子、上野通子、中曽根弘文、小渕優子らに対して、「教師の日の制定」「青少年健全育成基本法制定」「教科書検定並びに採択の正常化」「憲法改正」「選択的夫婦別姓反対」「憲法に明記されていない家族、家庭の重要性」「子ども庁創設に関する意見」など８項目に渡る令和3年度教育政策に関する要望書を提出した[* 31]。
- 全教協の本部は東京都千代田区にあるが、全教協の会合やイベントは基本的に自由民主会館で開催される。例として、以下の6つを挙げる。
  - 2010年9月6日に全教協が自由民主会館会議室で教育懇談会を開催した[* 20]。
  - 2015年6月26日に全教協が自由民主会館8階大ホールで第35回教育研究大会を開催した[* 28]。
  - 2019年5月31日に全教協が自由民主会館で役員会と総会と教育研究大会を開いた[* 32]。
  - 2019年9月6日に全教協が自由民主会館で役員会総会と研究会を開いた[* 29]。
  - 2021年11月30日に全教協が自由民主会館で役員会総会を開いた[* 17]
  - 2022年6月1日に全教協が自由民主会館で役員会総会を開いた[* 33]。

2022年8月上旬にはウェブサイトの「役員一覧」のページから顧問各員の部分が、中旬には役員一覧のページ自体が削除された。

### 世界日報、旧統一教会との関係と週刊文春報道
- 2022年8月24日発売の週刊文春は、全教協を「旧統一教会の関連団体」と報じた[7]。
- 全教協の中尾建三理事長は2022年9月5日、　全教協は旧統一教会の関連団体ではないと主張し、週刊文春の報道を否定した。 中尾理事長は、週刊文春の取材に対して「『旧統一教会』との関係はないという」否定と、週刊文春に書かれていた「旧統一教会の関連団体」との根拠について、①副理事長が全教協を作ったというのはデマ情報で、旧統一教会の信者でも無く一切関係ない、②会員の国際勝共連合の関係者Aも過去一度も役員では無い8月31日付けで退会した、③週刊文春に書かれた世界日報の編集員も過去一度も役員では無いーなどと週刊文春が、「旧統一教会の関連団体」としてあげた根拠を全て、詳細に否定した。また取材に対して全教協から出した否定のコメント及び説明の内容が記事に書かれず、「岸田総理が(全教協)の役員会での挨拶をしたことは、岸田総理が『旧統一教会関連団体』に出た、として『週刊文春』の主観的な憶測を事実だと決め付けられた」ものだと反論した[* 34]。
- 全教協の公式サイトは2010年9月8日、〈全教協は、参加自民党議員に「教育問題に関する要望書」を提出。「その中で「（日教組の）特定なイデオロギーに基づく異常な教育政策に対し、断固阻止すべく組織の総力を挙げて取り組む」とし、各議員に、教育公務員特例法改正の実現や子どもの権利条例の制定廃止など５項目を要望した。〉と、統一教会の関連会社「世界日報」の記事を一部引用した[* 35]。
- 全教協の公式サイトは2021年5月10日、世界日報の記事を一部引用した[* 36]。

第22回参院選間近の2010年5月、自民党の山谷えり子議員への支援ならびに有田芳生への落選運動を通達する統一教会の内部文書（出所不明の怪文書説もある）が流出し、物議を醸した。翌月には信者による有田に対する選挙妨害が行われた。
出所不明の怪文書説もある統一教会の内部文書には、「なお資料等足りない場合は本部A部長まで連絡下さい。対策上直接山谷事務所に連絡することはやめて下さい。又Aさんも自民党の先生方を集めた全国教育問題協議会の事務をしている関係上名前を変えています。勝共のAは使っていません」と書かれていた。
しかしAは、実名を全国教育問題委員会でも同じ名前を使っており、捏造文書と主張している。
Aは、1975年に行われた統一教会の合同結婚式に参加しており、江利川安栄統一教会会長（第7代）と朝鮮大学で抗議活動を一緒に行った人物であり、内部文書が公開された当時、全教協でボランティアで、事務の仕事をしていた。
そして2022年7月17日の時点で、山谷えり子と自民党の有村治子議員が全教協の顧問を、Aがボランティアの事務局員を務めていたことが公式サイトで公表されていたが、2022年8月4日までに削除された。
2022年現在、Aは統一教会系団体「国際勝共連合」の部長と、「国際青少年問題研究所」の所長も務めている。
2019年2月7日にはAが書いた《父性、母性を育む家庭教育の重要性　親としての学びと知識支援を》というタイトルで、《今国会で家庭教育支援法の成立を実現して頂きたく強く念願している。「親育て」こそが、今日的キーワードなのである。》で終わる800字の記事が全教協の公式サイトに掲載されていて少なくとも2022年7月27日までの時点では閲覧できたが、2022年8月10日までにAが書いた記事のみが削除された。その記事には《全教協が訴えたいこと》というタグが付けられていた。
中尾理事長によると、Aは2000年中頃に入会し、2022年8月末で退会した。中尾はAについて「入会から一度も役員であったこともなく、事務を手伝われた方で運営に関係した方ではありません」と主張している。
上記の中尾理事長の反論に対し、以下の事実がある。
- 全教協の中尾理事長、副理事長2人、山本豊常任理事、Aの5人が2019年11月15日、東京都内の台北駐日経済文化代表処を表敬訪問し、教育組長と面談し、Aを含めて記念撮影をしていた[17][18]。
- 全教協が発行している月刊新聞「全教協ニュース」の2015年11月１日号（第237号）には「役員A」としてAのコメントが紹介されていた[17]。
  - 2015年12月１日号（第238号）、2016年１月１日号（第239号）、2016年２月１日号（第240号）、2016年３月１日号（第241号）、2016年４月１日号（第242号）の全教協ニュースでも「役員A」としてAのコメントが紹介されていた[17]。
- 全教協ニュース2016年２月１日号（第240号）の「文科省・自民党幹部に教育問題について要望」という見出しの記事の中にAが写っており、少なくとも下村博文と稲田朋美に全教協の役員達が要望書を提出する際にはAが同席していた[17][19][20]。
- 2016年10月25日に全教協が開催したイベント、全教協結成40周年・文部科学大臣賞受賞記念祝賀会にAが出席していたことが全教協ニュース2016年11月1日号（第249号）に書かれている[17]。
- 全教協ニュース2017年9月1日号（第259号）に掲載された、「平成29年8月19日　参議院議員比例代表（全国区）選出　有村治子氏を囲んで」というタイトルの集合写真に事務局員としてAが写っていた[17]。
- 2018年5月30日、全教協の平成30年度の役員会と総会に事務局員としてAが出席していた[17][21]。
  - 同日、細川博之の講演をAが傍聴している姿が全教協ニュース2018年7月1日号（第269号）と全教協のブログに掲載された[17][22]。
- 2018年8月25日に開かれた全教協の役員会に事務局員としてAが出席している姿が全教協ニュース2018年9月1日号（第271号）に掲載された[17]。
- 全教協ニュース2019年2月1日号（第276号）にAの800字提言が掲載され、全教協の公式サイトにも掲載された[17]。
- 2019年9月4日、自由民主会館で開かれた全教協の令和元年度の第2回役員会と総会に事務局員としてAが出席し、岸田文雄らと記念写真を撮っていた[17][* 29][23]。
- 2021年11月30日、自由民主会館で行われた全教協の令和三年度の役員会に事務局員としてAが出席していた[17][* 17]。
- 2022年6月1日、自由民主会館で行われた全教協の役員会総会に事務局員としてAが出席していた[17][24]。
  - 同日、全教協役員らが高市早苗に山本豊著「教育問題55の根源を探る」を紹介する際に、事務局員としてAも同席していた[17][25]。

### 顧問の高橋史朗の経歴と主張

#### 経歴
兵庫県龍野市（現・たつの市）出身。1973年3月、早稲田大学第一文学部人文専修卒。1978年3月、早稲田大学大学院文学研究科教育学専攻修士課程修了後、スタンフォード大学フーヴァー戦争・革命・平和研究所研究員。1980年11月、明星大学人文学部専任講師。1984年4月、人文学部助教授。1990年4月、人文学部教授。1995年4月玉川大学大学院講師兼任。2016年4月、明星大学教育学部特別教授。
臨時教育審議会(政府委嘱)専門委員、国際学校研究委員会(文部省委嘱)委員、神奈川県学校不適応(登校拒否)対策研究協議会専門部会長を経て、青少年健全育成調査研究委員会(自治省委嘱)座長などもつとめた。

#### 米国の日本占領政策
米国の戦後の日本占領政策について、米国が「日本が二度と立ち上がれないような政策」を行ったとしており、それがその後の日本人の「自虐意識」を育てることになったと主張している。

#### 子どもの権利批准条約
1990年に「『子どもの権利条約』批准・署名運動には慎重な対応を」という記事を『改革者』（政策研究フォーラム）に寄稿した。

#### 教育・男女共同参画
高橋の論文は日本青年協議会機関誌『祖国と青年』に数多く残っており、1975年11月号の『無国籍歴史教育・その問題点』では「日教組が明確な『階級史観』に立脚し、低劣な『善玉悪玉論』で徹底した『革命教育』をしているのは明らか」と主張。1977年には「日本教育研究所」事務局長として「若者の凄惨な爆弾闘争は、歴史の中における一体感を身につけなかった悲劇」「天皇―国家―自己の生命を貫いている根源的な価値に目覚めさせることが最も本質的な課題」と座談会で述べた。
1996年12月2日、藤岡信勝、西尾幹二らが中心となって「新しい歴史教科書をつくる会」（略称：つくる会）の結成記者会見が開かれる。西尾は「この度、検定を通過した7社の中学教科書は、証拠不十分のまま従軍慰安婦の強制連行説をいっせいに採用した」との声明を発表。声明文に藤岡、西尾、高橋、小林よしのり、坂本多加雄、深田祐介、山本夏彦、阿川佐和子、林真理子の計9人が呼びかけ人として名を連ねた。
2006年の教育基本法改正に奔走した。

#### 親学
現在家庭の教育力が低下・崩壊の危機に瀕していると考え、まず親が子育ての方法を学ぶという「親学」の概念を提唱している。児童の発達障害は治療可能であると主張している。高橋の助言により、大阪市において大阪維新の会が、「家庭教育支援条例」案に親学を盛り込む条文を検討、作成している。この条例案は、医師や発達障害児の保護者から、内容が「学術的根拠がない」「偏見を増幅する」との批判を受け、維新の会代表である大阪市長橋下徹も、批判に同調しつつ条例案に否定的なコメントを述べたため、維新の会大阪市議団はいったん謝罪、その後、この条例案を撤回した。
朝日新聞のインタビューで「親学をうたった家庭教育支援条例を制定する自治体が増えている」との質問に対し、「僕の提唱する狭義の親学とは異なる。」と答え、「狭義の親学の特徴は「主体変容」の思想」すなわち「責任を他に転嫁しない。自分が変われば周りが変わるという考え方。英語のtransfomationの訳だ。」と語り、J.C.スマッツが「宇宙における統一体の起源と進歩を運命づける原理」としている「全体論」という意味の「ホーリズム（holism）」と結びつけた。

#### 憲法
「『美しい日本人の心』を支えてきたのが、親心と孝心（子が親を思う心）、すなわち『家族の絆』であった」として、「GHQから押し付けられた」日本国憲法第24条を「なんとしても改正するか創設すべき条項」に挙げている。

#### 子ども家庭庁
子ども家庭庁の名称について、統一教会（現・世界平和統一家庭連合）系メディアの「Viewpoint」や「正論」（産経新聞社）などで〈このような不当な理由で「家庭」を削除する自民党議員の不見識さには開いた口が塞がらない〉〈子供の危機的状況は家庭の問題と明らかに密接不可分である。家庭を視野に入れた「こども家庭庁」であるべきだろう〉と主張していた。

#### 統一教会、幸福の科学、生長の家との関係
- 2016年8月13日、全教協顧問の高橋史郎は「このままでいいのか、日本！」という、幸福の科学ニューヨーク支部長が参加していた在米日本人の団体が主宰し、[統一教会（現・世界平和統一家庭連合）が会場となっているイベントに、自民党の杉田水脈議員や徳永信一弁護士らと共に講演をした[38]。
- 2018年12月14日、高橋は統一教会の機関誌「世界日報」の読者でつくる世日クラブの定期講演会で、「教育再生の根本問題」と題し講演した[39]。
- 高橋は統一教会系メディアの『Viewpoint』に、2018年10月13日から2022年7月19日にかけて25本の記事を載せていた[40]。
- ジャーナリストの魚住昭によると、高橋は冷戦下で反共路線をとっていたとされる頃の宗教団体「生長の家」で、学生運動をしていたとされる[41][42][43]。

### 顧問の山谷えり子の教育関連の主張と政策

#### 慰安婦問題
- 慰安婦問題について、慰安婦が強制連行されたとする主張を否定する立場をとる[44]。

- 2010年、ニュージャージー州パリセイズ・パークに慰安婦の碑が建てられると、これに抗議するため2012年5月に同市を訪れ、市長に面会。「政府で調べたが、日本の軍や警察が強制連行した事実はなかった。20万人を拉致して慰安婦にした事実はない」などと主張した[45]。

#### 選択的夫婦別姓
- 選択的夫婦別姓制度の導入に反対している[46]。2016年のアンケートでも「反対」と回答[要出典]。山谷自身は政治・言論活動で旧姓を通称使用として使っている[要出典]。

- 2000年の衆議院選挙では民主党が公約とした選択的夫婦別姓を導入する民法改正を自身の公約にも掲げており、同年9月にはその民法改正案の推進を求める申し入れに署名していた[47]。

- 2009年の民主党政権時代の選択的夫婦別姓案には反対しており、2010年11月には、参議院予算委員会において、「選択的夫婦別姓制度を含む民法改正は家族解体法案。いま守るべきは家族だ」などと主張している[48]。

- 2021年1月30日、山谷ら自民党国会議員有志50人は、47都道府県議会議長のうち同党所属の約40人に、選択的夫婦別姓の導入に賛同する意見書を採択しないよう求める文書を郵送した。地方議員や市民団体は、地方議会の独立性を脅かす行為だとして山谷らを批判した[49]。

#### ジェンダー
- 七生養護学校事件直後の2005年、安倍晋三と共に、党の「過激な性教育・過激なジェンダーフリー教育実態調査プロジェクトチーム」に参画。
- 同性婚を可能とする法改正について、2016年のアンケートで「反対」と回答[50]。
- 既存の性差別さえも解消していない現状で、新たにLGBTを差別なく受け入れるための社会や法案の実現には非常に慎重な姿勢を崩さない。2021年5月21日のLGBT「理解増進」法案を審査した自民党の部会で「体は男だけど自分は女だから女子トイレに入れろとか、女子陸上競技に参加してメダルを取るとか、不条理なことが起きている」と海外で起こっている性急な導入による[51]懸念を事実として口にした。また、同月14日には法案要綱に「差別は許されない」との文言を目的や基本理念の部分に追加する与野党で合意した修正について、「自民党として認めるには大きな議論が必要」「しっかり議論することが保守政党としての責任だ」という、無条件での合意ではなく更なる議論が必要ととれる発言をした[52]。これに対して性的マイノリティのLGBT法連合会は「明らかなオリンピック憲章違反」と抗議する緊急声明を表明した[53]が謝罪や撤回には至っていない。
- クオータ制の導入について、2016年のアンケートで回答しなかった。
- 2010年には子宮頸がん予防ワクチンをティーンエイジャーに公的費用で接種させる動きがあることを問題視した[54]。

#### 教育
- 民社協会では、子供の勉強し過ぎ・詰め込み教育がイジメやオウム真理教事件につながったとし、「ゆとりを推進すべし」という趣旨の文章を寄稿していた[55]が、その後は「ゆとり教育は学力低下につながった」と批判している。

- 「過激な」性教育に反対し、家庭科の教科書や教育機関での性教育を問題視し、国会で取り上げている。2005年には「過激な性教育・ジェンダー教育実態調査プロジェクト・チーム」事務局長として、全国調査を行い約3500の事例を集め、「過激な」性教育が行われるなど教育現場が「異常な状態」になっていると訴えるキャンペーンを展開した。この調査結果を元に、同年暮れの「第2次男女共同参画基本計画」改定の際過激な性教育は含めないことが記された。

- 性教育自体に関しても「具体的な性教育はすべきではない。」と否定的な主張をしている[56]。

- 2007年4月、教育再生会議は「親学に関する緊急提言」の概要をまとめた。この概要は、山谷らが主導となって計画したものである。内容は「子守歌を聞かせ、母乳で育児」「授乳中はテレビをつけない」などであり、同年5月にも正式発表される予定であったが、政府や与党内にも慎重論が出て、同年5月での正式発表は見送られた[57]。なお、親学に関しては、非科学的で障害者への差別・誤解を生むものだ、という指摘があり[58]、批判を受けている[59]。

#### 旧統一教会との関係
- 2001年11月25日付と26日付で、統一教会の機関誌「世界日報」に、全教協顧問の山谷えり子は、夫婦別姓に反対する国会議員の連続インタビューで登場した[60]。
- 全国霊感商法対策弁護士連絡会の山口広弁護士は著書「検証・統一教会=家庭連合」で、山谷が2003年の衆院選で〈統一教会の組織的支援を受けた〉と指摘した[61][62][63]。
  - 統一教会の元信者である女性は、山谷の事務所のお茶だし、名簿整理、ポスター貼りの承諾取りの戸別訪問、ポスター貼り、うぐいす嬢などをさせられたと証言した[61][62][63]。
- 第22回参院選間近の2010年5月、 山谷への支援ならびに有田芳生への落選運動を通達する統一教会の内部文書(出所不明の怪文書説がある)について有田芳生議員が、ブログで書いたが、同月、国際勝共連合は、出所不明、匿名の怪文書として内容証明を送り、訂正と謝罪を求めた[64]。有田芳生は、翌月には信者による有田に対する選挙妨害が行われたと主張した[65]。
- 2014年9月28日付の東京新聞は、山谷が過去に統一教会の関係者を秘書としていた可能性を報じた[66]。しかし、山谷議員は、事実誤認と否定している。

### 顧問の義家弘介の活動と主張

#### 体罰禁止の見直し
- 2007年、教育再生会議第一次報告において、体罰に関して、「現状では教師は毅然とした指導ができない。両手両足を縛って『戦ってください』と言うのは無責任だ」として、1948年の法務省（当時）による「生徒に対する体罰禁止」の通達の見直しを訴えた[67]。
- 文部科学行政に関して「教育公務員特例法等の一部を改正する法案（平成28年10月18日改正）」や「学校教育法の一部を改正する法案（平成29年3月10日）」などの成立に尽力した。第1回目の自民党教育再生実行本部　教育委員会制度改革分科会では義家は座長を務めた[68]。義家は体罰などについて「体罰は学校教育法で禁じられている。（中略）こんなことは絶対許されない」としている[69]。

#### 有害図書・ポルノ規制
- 青少年に有害な漫画・アニメ・ゲーム・映画を規制する青少年健全育成基本法PTの座長[要出典]
- 花王の性教育教材「からだのノート」を児童ポルノとして紹介した[70]。
- 青少年健全育成基本法の成立を要望している社団法人全国教育問題協議会を支持している[71]。

#### 八重山教科書問題
- 八重山教科書問題では地方教育行政法を論拠にして教科書無償措置の協議会の決定とは異なる教科書を採択した竹富町教育委員会は教科書無償措置法違反且つ協議会と言う民主主義的な決定に背いたとして問題視し、違法状態であるのに働きかけを行わない当時の文科省は無責任体質であると批判した。また文科省は竹富町に対して是正措置が行えるとも主張した。さらに沖縄県教育委員会は地方教育行政法と教科書無償措置法の優劣を具体的に示さずに竹富町を納得させるような議論が行われている現状に対しても批判している[72]。
- 安倍内閣で文部科学大臣政務官を務めていた時には実際に竹富町を訪れ、竹富町教委の教育長と委員長と面会し、国から無償措置がなされていない教科書を使用している現状を是正するように促したが、採択権は教委にあると委員長に反論されている。さらに「民主的な手続きを経た採択地区協議会の答申には拘束力がある。その結論に『気にくわないから従わない』では民主主義が成立せず、日本の教育行政は壊れる」と批判した際には、町教委で話し合う意向は示したものの、教育長から憲法の理念を理解していないと拒否された。そして義家は竹富町教委が従わなければ、是正要求する考えを示唆した[要出典]。一方、週刊金曜日では、この時竹富町は教科書無償措置の協議会で採択された教科書を採用するように恫喝したと報じた。

#### モリカケ問題
- 森友学園問題について、雑誌Will2月号の取材に対して「一部メディアが『特定人物』の証言を、事実確認」「しないまま報道し、それを受けて野党が国会で徹底追及し、議論を空転させる」と批判した。さらに「緊迫する半島情勢を考えれば、当時の国会審議は無責任」として、野党の姿勢も批判している[要出典]。
- 加計学園問題について、雑誌WiLL2月号の取材に対して「「獣医学部新設の過程に総理の意向など一切入る余地はない」として、一連の疑惑を否定した。義家は「専門家で構成する設置審議会での議論で可否が判断される現行の制度では、外部から影響を及ぼすことは出来ない」としたうえで「総理どころか文科大臣すら介入することは出来ない」としている。さらに前川元次官を「朝日新聞に利用されている」として、朝日新聞を「バランスを失ったマスコミ」として批判した[73]。

#### 教育関係
- 朝鮮学校への補助金に対して「（民主党が）に選挙目当てで導入している。（中略）民主党政権はそれを一切無視して施行に踏み切っていった」と非難している。義家は教育には「正義と責任、自他の敬愛と協力を重んずるとともに、公共の精神に基づき、主体的に社会形成に参画し、その発展に寄与する態度を養う、伝統と文化を尊重し、我が国の郷土を愛するとともに、国際社会の平和と発展に寄与する態度を養うことというふうに定められ」ているとして、朝鮮学校はこれに値しないという認識を示した
- 広域通信制高校の改善策を検討していた専門家会議が2017年7月末に審議まとめを当時の文部科学副大臣であった義家に提出している。広域通信制の課題を長年認識していながら長年解決に至っていなかったが、ウィッツ青山学園高等学校の就学支援金不正受給事件から1年半で支援金事務の適正化や、学校設置認定の厳格化などの対応を行った。産経新聞はこれについて、不登校経験者を受け入れる高校で教鞭をとっていた義家が見直しに深く関わったとしている[74]。
- いじめ問題、不登校、学力低下、モンスターペアレンツの増加、性教育の内容、若者の年金未納などのすべて諸悪の根源は日教組と戦後教育にある、などと主張している[75]。
- 教職員組合の加入率が年々減少傾向にあることに対して、調査は管理職や組合活動が盛んではない高校までに及んでおり、これらを取り除くと加入率は上昇するとの考えを示した。そして文科省は、日教組を放置するなと言う世論と日教組とは協力していかねばならない現状との板挟みになり、既述のような加入率が低くなるマジックを使ってきた。そのため加入率が減ってきたからと言って、組合問題は解決していないと述べている[76]。
- 「教育勅語精神の保守」の必要性を説いている[77]。義家は2017年04月07日、幼稚園など教育現場の毎日の朝礼で子供たちが教育勅語を朗読することについて「教育基本法に反しない限りは問題のない行為」と答弁した[78]。
- ジェンダーフリー教育に反対し[79]、「男子による女子のいじめが起きる背景のひとつには、近年進められたジェンダーフリー教育が考えられる。」などと述べている[80]
- 全国的に事故が多発している組み体操について、「組み体操はかけがえのない教育活動で、悪いことではない。それを文科省が規制するのは違う」と主張している[81]。

#### その他
- 日本軍が慰安婦を強制連行したとする主張を否定している[82]。
- 性別を否定する主張や、選択的夫婦別姓制度の導入に反対している[83]。
- 日本は第二次大戦において無条件降伏はしていないとしている[84]。

#### 統一教会の関係
- 全教協顧問の義家弘介は統一教会の関連組織・世界戦略総合研究所の2010年6月の定例会で講師を務めた[85][86]。

### 全教協常任理事の山本豊の経歴と教育の主張と旧統一教会の関係
- 1933年（昭和8年） - 栃木県宇都宮市に生まれる[87]
- 1952年（昭和27年） - 栃木県立宇都宮高等学校卒業
- 1957年（昭和32年） - 宇都宮大学学芸学部教育学専攻卒業。栃木県内にて小・中学校で20年間教職に就く。
- 1977年（昭和52年） -「栃木県教職員協議会」事務局入局。
- 1978年（昭和53年） -「日本教職員連盟」本部事務局次長、局長、副委員長を歴任。
- 1984年（昭和59年） -「全日本教職員連盟」結成により事務局長に就任。その後、副委員長、委員長、平成元年「日本教育文化研究所」理事長就任。
- 1996年（平成8年） -　「日本教育文化研究所」理事長退任後、「社団法人全国教育問題協議会」常務理事に就任、現在に至る。
- 2016年（平成28年） -　馳浩文部科学大臣から功績に対し感謝状がおくられる。
- 2017年（平成29年） -　天皇皇后主催による春の園遊会に招待される。
- 2018年（平成30年） -  栃木県知事、とちぎ教育の日実行委員会名誉会長から表彰状をもらう。
- 2021年（令和3年） 台北駐日経済文化代表処代表の謝長廷、全日本教職員連盟委員長の島村暢之から、中華民国との教育交流の功績に対し感謝状をもらう[87]。

現在、日本自由主義会議理事、日華文化協会理事を務めている。
主な著書「教育正常化運動40年の軌跡」「日教組の運動方針転換を衝く」など

#### 統一教会との関係
- 国際勝共連合の機関紙「世界思想」と同一の雑誌である『月刊PAX』[88][89][90]の1999年5月号には、旧統一教会系の世界平和連合が1999年3月13日に東京都千代田区の砂防会館の大ホールで憲法改正を呼びかけた『救国救世全国躍進大会99』というイベントを開催したことが書かれている[89][91]。その『救国救世全国躍進大会99』に、全教協常任理事の山本豊が参加して「21世紀の日本をどうするのか真剣に考える時。力と心を合わせ、日本再建に共に立ち上がろう」と挨拶をした[89][91]。
- 山本豊は『月刊PAX』1998年12月号の表紙にも登場し、インタビュー記事が掲載された[89][92]。

### 全教協顧問の小林正の経歴と主張

#### 経歴
- 1933年 東京府に生まれる。
- 1957年 横浜国立大学学芸学部哲学科を卒業。川崎市立中学校教諭となる。
- 1982年 日教組の中では右派に属する神奈川県教職員組合の委員長に就任。組合を労働組合から職能団体・互助会へ変質させることを目指した。
- 1989年7月 第15回参議院議員通常選挙神奈川県選挙区に日本社会党公認で出馬し当選。派閥は右派であり、民社党、社民連との連携を最重視した。党内若手改革派議員でつくる「アクション・ニュー・デモクラシー」（AND）や超党派若手議員の政策集団「シリウス」などに属した。
- 1992年12月 参議院本会議で衆議院定数是正「9増10減」案採決の際、党方針に反して賛成。厳重注意処分に。
- 1993年1月 党改革が進まないことを理由に社会党に離党届提出。民主改革連合に所属。
- 1993年5月 日本社会党を除名。
- 1994年7月 新生党に入党。
- 1994年12月 新進党結成に参画。参議院院内会派の新緑風会政策審議会長に就任。
- 1995年5月 第17回参議院議員通常選挙にあたって、新進党は神奈川県選挙区の候補者を公明系新人松あきら1人に絞り、小林は比例区からの出馬を打診されたが拒否し離党。
- 1995年7月 神奈川県選挙区に無所属で出馬したが落選し、供託金没収。
- 1998年7月 第18回参議院議員通常選挙比例区に自由党公認で出馬したが、名簿順位が低く落選。政界引退。教育評論家に転じる。
- 2006年
  - 4月 - 新しい歴史教科書をつくる会（つくる会）理事に就任。
  - 6月21日 - つくる会会長に就任。
  - 10月22日 - 「日本教育再生機構」が設立。代表委員に就任。
  - 12月 - 参議院教育基本法に関する特別委員会に国民新党推薦で参考人招致されるも、民主党の佐藤泰介・神本美恵子・那谷屋正義・水岡俊一（いずれも日教組の組織内議員）の反対により参考人を外される。
- 2007年
  - 5月31日 - つくる会会長を解任。
  - 8月 - つくる会会員を除名。

#### 主張
かつて日教組で活動していた際には、右派の現代教育労働運動研究会（現教研）の中心人物の一人。現教研出身の田中一郎委員長が落選中の西岡武夫を激励したことを切っ掛けとして日教組が内紛状態に陥った際には、監査委員として左派の批判を封じる役回りを演じた。その後土井たか子率いる社会党のブームによって、国政に転進。党内でも改革派として民社党や社会民主連合さらには新生党などとの連携を目指すが、党内主流と乖離し脱党。その後新進党に参加するが公認争いから離党し、無所属で出馬するものの落選。
ゆとり教育やジェンダーフリー教育など日教組の主張に真っ向から反対している。日本文化チャンネル桜に出演。映画「南京の真実」の賛同者。
山梨県教職員組合（山教組）と政治団体の山梨県民主教育政治連盟（県政連）が民主党の輿石東参院幹事長支援のため教員から組織的に選挙資金を集めていた問題で、2005年2月、政治資金規正法違反（虚偽記載）の罪で県政連会長ら3人を山梨県警に刑事告発したメンバーの1人でもある。但し、山教組はそもそも田中委員長の出身母体でもあるなど日教組内でも右派の有力な本拠でもあり、小林もかつてはその擁護に回った一人でもあった。
2012年9月に行われた自由民主党総裁選挙の際は、「安倍晋三総理大臣を求める民間人有志の会」発起人に名を連ねた。

#### 統一教会との関係
- 上記の山本豊が参加したのと同じ統一教会のイベント、『救国救世全国躍進大会99』に全教協顧問の小林正が参加して「家庭再建が問われる中、現行憲法には社会の基本単位である『家族』の視点がまったくない。欧米諸国はもちろんのこと、中国においても明記されている」と挨拶をした[91][94]。

- 小林正は、統一教会の関連団体[要出典]「世界戦略総合研究所」のメンバーでもある[95]。

### 顧問の杉原誠四郎の著書と主張など

#### 経歴
広島県出身。1965年東京大学教育学部卒、1967年同大学院教育学研究科修士課程修了。城西大学助教授、教授、武蔵野女子大学教授、校名変更で武蔵野大学教授、帝京平成大学教授。2011年9月から2015年10月まで新しい歴史教科書をつくる会の会長を務めた。現在は顧問。また、2019年11月より民間団体「国際歴史論戦研究所」の会長を務めている。

### 研究
専門分野は教育基本法の研究。教育勅語の内容には教育基本法と対立するものはないと主張した。
また、法律家は宗教に疎く、宗教家は法律に疎いという現状から、現行憲法が掲げる政治と宗教の分離について曲解がまかり通っていると主張している。 外交史研究では、満洲事変、日華事変、太平洋戦争に関わる外務省と外務官僚の無責任体質に問題があると主張し、戦前の外務省の無能と失策を指摘している。
日米開戦に至る米政府の史料は、系統的によく整理されているが、これらの史料には歴史の記録として意識的に記録されたものがあり、史料作成の背景を考察する必要があるとも主張している。近年は、吉田茂（吉田ドクトリン）の批判を行わなければ、日本は自虐史観から脱却できないと主張している。

#### 主張
2005年より国立公文書館で公開されている＜インターネット特別展「公文書に見る日米交渉－開戦への経緯」＞という特別展の「参考文献」の中において、1997年に刊行した、英訳、中国語訳、韓国語訳もある『日米開戦以降の日本外交の研究』（亜紀書房）が掲載紹介されていなかった。
そのことで令和に改元した2019年12月、国立公文書館に向け、その不掲載の理由を問い質し、2020年12月、追加掲載に至った。
2005年時に、当該書を掲載紹介しなかったのは、他の研究書ではあまり触れていない外務省の戦争責任を厳しく追及しているからであろうと主張している。
また、この問題を問い質す過程で「アジア歴史資料センター」センター長である波多野澄雄と、互いに個人の資格で対談し、『吉田茂という病』『続・吉田茂という病』を刊行に至った。
「戦後レジームからの脱却」や「日本を取り戻す」と叫んでいた安倍晋三の黙示録は、吉田茂が占領政策を継承してつくった戦後の日本の病であり「吉田茂という病」のことだと主張している。
戦後の日本の歪みの原点は明らかにアメリカ占領軍の占領政策にあるが、司令官マッカーサーは一九五一年四月十一日、大統領トルーマンによって罷免されてアメリカに帰ると、日本が主権を回復すれば、占領軍の占領政策は直ちに日本の歴史や文化や文明に合うように修正されていくであろうと述べた。また、マッカーサーの後任のリッジウェイ最高司令官は、就任間もなく占領政策の再検討の権限を日本政府に委譲すると声明を出したが、占領末期、首相を務めた吉田茂は占領政策の見直しをしなかったと主張している。そればかりか、主権回復後も首相を続け、占領政策をさらに悪くする方向で継承し発展させたと主張している。
令和四年七月八日凶弾に斃れた安倍晋三元首相は、生前しきりに「戦後レジームからの脱却」と叫んでいたが、その「戦後レジーム」とは、結局は、吉田茂が占領政策を継承してつくった戦後の日本の病、つまり「吉田茂という病」のことだったと主張している。
仏教、儒教の受け入れ方、宦官、纏足、科挙の拒絶など見ればわかる。文明開化の明治維新も和魂洋才で乗り切ったが、占領軍の占領政策にかぎり、吉田茂が占領終結後も首相の座に居座って占領政策の見直しをしなかったために、占領政策の負の部分も根づき、日本は変わってしまったと主張している。

#### 受賞
- 1998年 社団法人日本仏教保育協会持田栄一賞受賞
- 2013年 アパグループ 「真の近現代史観」懸賞論文 特別賞受賞
- 2019年　阿羅健一と共に第12回「真の近現代史観」懸賞論文の第2回アパ日本復興大賞受賞

#### 著書
- 『安倍晋三の黙示録としての「要説・吉田という病」』ペーパーバック版（印刷製本版）2024
- 『安倍晋三の黙示録としての「要説・吉田という病」』kindle版（電子書籍）2023
- 生徒指導の手引き 原理編 時事通信社 2003
- 教育基本法－その制定過程と解釈（増補版） 文化書房博文社 2002
- 日本の神道仏教と政教分離－そして宗教教育（増補版） 文化書房博文社 2001
- Chiune Sugihara and Japan's Foreign Ministry : Between Incompetence and Culpability, Part 2 University Press of America 2001
- 「新しい道徳教育」への提言-「人格教育」をといつめるか(共著) 世界日報社 1999
- 杉原千畝と日本の外務省 大正出版 1999
- 戦後教育の総合評価-戦後教育改革の実像(共著) 国書刊行会 1999
- 無能と犯罪の間-日米開戦以降の日本外交の研究(洪顯吉韓国語訳) 学文社（韓国） 1998
- Mu neung gwa bum joe eu sa i : Ie mi gae jun i le eu ie bon eu oe gyo 学文社(韓国) 1998
- 日米開戦以降の日本外交の研究 亜紀書房 1997
- (中国名)塙垮日本的日本外交-二次大戦的日本外交情結 (中華民国)聯明出版社 1997
- Between Incompetence and Culpability : Assessing the Diplomacy of Japan's Foreign Ministry from Pearl Harbor to Potsdam University Press of America 1997
- 学校の中の宗教 時事通信社 1996
- 日米開戦とポツタム宣言の真実 亜紀書房 1995
- Japanese Perspectives on Pearl Harbor : A Critical Review of Japanese Reports on the Fiftieth Anniversary of the Pearl Harbor Attack Asian Research Service 1995
- 戦後教育改革通史(共著) 明星大学出版部 1993
- 日本の神道・仏教と政教分離-そして宗教教育 文化書房博文社 1992
- 教育基本法の成立-「人格の完成」をめぐって 日本評論社 1983
- 法学の基礎理論-その法治主義構造 協同出版 1973
- 教育基本法-その制定過程と解釈 協同出版 1972

#### 統一教会との関係
- 全教協顧問の杉原誠四郎は、1999年に世界日報社から本を共著で出版していた[* 29][103]。
- 杉原は2015年1月に統一教会系のメディア「viewpoint」にインタビュー記事を載せ、2015年3月から2016年5月にかけて同じく「viewpoint」に3本の記事を寄稿した[104]。
- 杉原は統一教会傘下の学者組織「世界平和教授アカデミー」の機関誌「世界平和研究」や統一教会系団体「国際勝共連合」の機関誌「世界思想」に11回以上寄稿した[105][106][107][108][109][110][111][112][113][114][115]。

### 全教協元副理事長の梶山茂と生長の家および統一教会の関係
- 全教協顧問だった、全教協元副理事長[* 4]の梶山茂が、月刊誌「世界日報」の「オピニオン」記事（2017年8月19日付「暴力教師と生徒の自殺」）を読み、便りを送ったという記事が、世界日報の月刊誌「viewpoint」に2017年9月16日に掲載された[116]。
- フリー編集者の早川タダノリによると、梶山は新興宗教・生長の家創始者の谷口雅春の主治医だった[117]。

### 全教協顧問の久保田信之と統一教会の関係
- 全教協顧問の久保田信之は、「世界日報」に寄稿したことがあり[118]、世界日報の月刊誌「ビューポイント」や月刊ビューポイントに41回以上寄稿している[119]。

## こども家庭庁の名称変更を働きかけ
全教協の顧問である高橋史朗が「こども庁」の名称の問題を指摘し、それを受けた同じく顧問の山谷えり子らが「こども家庭庁」への変更働きかけ運動をしていた。
2021年11月30日に開催された全教協の役員会に自民党の小渕優子、義家弘介、山谷えり子、有村治子、上野通子、石橋林太郎らが参加し、全教協の顧問の高橋史朗から《家庭があっての「こども庁」なのが、家庭と切り離す形で「子ども権利」が拡大解釈されていく危機的状況になっている》と提言された。
2021年12月4日、全教協は《こども庁を蝕む「家庭」解体派に警鐘を　全教協役員会》という記事を公式サイトで更新しており、そこには「小渕優子自民党組織運動本部長、義家弘介衆議院議員、山谷えり子参議院議員、有村治子参議院議員、上野通子参議院議員、石橋林太郎衆議院議員が教育問題で直面する課題と国会での活動内容について熱い思いを伝えました。」と書かれていた。この日の全教協役員会には国際勝共連合幹部のAも出席していた。
2021年12月8日にあった自民党青少年健全育成推進調査会（中曽根弘文会長）の会合では、高橋史朗が講演し、「こども家庭庁に改めるべきだ」と主張した。
高橋史朗は統一教会（現・世界平和統一家庭連合）系メディアの『Viewpoint』や『正論』（産経新聞社）などでも同様に「このような不当な理由で「家庭」を削除する自民党議員の不見識さには開いた口が塞がらない」、「子供の危機的状況は家庭の問題と明らかに密接不可分である。家庭を視野に入れた『こども家庭庁』であるべきだろう」と主張していた。
高橋史朗が同年12月15日に配信した「親学推進協会」のメールマガジンには、12月8日の講演の最後に高橋が「こども庁」を「こども家庭庁」に改めるべきだと強く主張して、出席していた山谷えり子・元拉致問題担当相も同様の点を強調した、と書かれていた。
同年12月17日、全教協は《「こども庁」を「こども家庭庁」に変更　自民、反対意見も》という記事を公式サイトで更新しており、そこには《全国教育問題協議会でも、「こども庁」問題に家庭を抜きにこどもの権利のみを拡大解釈する勢力が深く入り込んでいる現状に警鐘を鳴らし、自民党などの良識的な議員などの賛意を得ていました。》と書かれていた。
以上のことから、「こども庁」から「こども家庭庁」への名称変更は、「伝統的家族観」を重んじる、自民党議員、学者、有識者、宗教界の保守派、保守団体、等の働きかけにより行われたが、上記のように、全教協においては、多くの横断的な保守派人脈が関係していたため、団体としては、中核的な役割を演じたと考えられる。

## その他
- 全教協の本部がある東京都千代田区の半蔵門村山ビルには、提携団体の全日本教職員連盟の本部もある[* 1][122]。